# Марк Лейдлоу
Марк Лейдлоу — американський письменник. Колишній сценарист Valve, де він працював над серією відеоігор Half-Life до свого звільнення у 2016 році. Він опублікував кілька романів.

## Біографія
Лейдлоу навчався в Університеті Орегону, де він спробував програмування за допомогою перфокарт. Він написав свій перший роман, Dad's Nuke, що був опублікований в 1985. Впродовж наступного десятиліття він видав ще кілька розповідей, поки Марк працював юридичним секретарем у Сан-Франциско[джерело?].
Лейдлоу грав комп'ютерні та аркадні ігри, та не був в них зацікавлений доки не зіграв Myst (1993). Він був захоплений Myst і придбав новий комп'ютер щоб мати можливість грати в неї. Марк написав The Third Force (1996), роман заснований на світі гри Gadget[джерело?].

### 1990-ті-2016: Valve
Лейдлоу приєднався компанії Valve під час розробки їх першої відеогри, Half-Life (1998) — шутера від першої особи. Спочатку він був найнятий для розробки іншої гри, Prospero, але гра була скасована та він почав роботу над Half-Life.
Згідно слів Лейдлоу, його внесок полягав у додаванні «старих сюжетних трюків» до амбітних задумів Valve. Замість диктування наративних елементів, він працював з командою над імпровізацією ідей і надихався їхніми експериментами. Він зробив внесок у «візуальну граматику» дизайну рівнів і зосередився на «створенні розповіді за допомогою архітектури… Розповідь повинна була бути випечена в коридорах.».
Для Half-Life 2 (2004) команда розробила персонажів. Лейдлоу створив родинні стосунки між персонажами, заявивши, що це «основна драматична одиниця, зрозуміла кожному», яка рідко використовується в іграх. Лейдлоу також працював над Half-Life 2: Episode One (2006) і Half-Life 2: Episode Two (2007), а також над декількома скасованими іграми Half-Life, зокрема Half-Life 2: Episode Three і гру у віртуальній реальності, дія якої розгортається на кораблі, що подорожує в часі. Лейдлоу казав, що планував, щоб Episode Three завершила сюжетну арку Half-Life 2, після чого він «залишить її наступному поколінню».

### 2016-сьогодення: Звільнення з Valve
Лейдлоу оголосив про своє звільнення з Valve у січні 2016 року. Він сказав, що основною причиною його рішення був вік, і що він планує повернутися до написання історій. Пізніше Лейдлоу сказав, що втомився від жанру FPS і розповіді історії в стилі Half-Life. Він сказав, що «завжди сподівався, що ми натрапимо на більш широку лексику чи граматику для розповіді історій у середовищі FPS, яка дозволить вам робити більше, ніж стріляти, натискати на кнопки чи пересувати ящики».
25 серпня 2017 року Лейдлоу опублікував коротке оповідання під назвою «Epistle 3», описавши його як «відображення сну, який я бачив багато років тому». Журналісти інтерпретували його як короткий виклад того, що могло б стати сюжетом для Half-Life 2: Episode Three, хоча пізніше Лейдлоу це заперечував. У 2023 році Лейдлоу заявив, що шкодує про те, що опублікував це оповідання. Він сказав, що в той час був «несповна розуму» і «повністю відірваний від реальності», і що історія створила проблеми для його колишніх колег у Valve.У 2020 році, Valve випустила нову гру в серії Half-Life — Half-Life: Alyx. Станом на 2023 рік Лейдлоу не грав у неї і сказав: «Я більше ніколи не хочу бачити жодного солдата Комбінату, навіть у віртуальній реальності.».
У 2018 році Лейдлоу завершив новий роман «Under the Oversea», але не зміг знайти видавця і сам опублікував його на Kindle. Він сказав, що видавничий світ «забув, хто він такий» і що його вік заважає видавцям формувати нову аудиторію.

## Особисте життя
У 2003 році Лейдлоу сказав, що серед його улюблених ігор були The Legend of Zelda, Animal Crossing, Castlevania: Symphony of the Night, Ico, Fatal Frame і Thief: The Dark Project. Після звільнення з Valve Лейдлоу переїхав на Кауаї, Гаваї. Він має ліцензію радіоаматора, а його позивний - WH6FXC.

### Романи
- Dad's Nuke. 1985.
- Neon Lotus. 1988.[a]
- Kalifornia (1993)
- The Orchid Eater (1994)
- The Third Force (1996), Gadget game tie-in
- The 37th Mandala (1996), номінований на World Fantasy Award 1997 та нагороджений на International Horror Guild Award 1996
- White Spawn (2015)
- Underneath the Oversea (2018)

### Короткі оповідання
Історії
| Назва                    | Рік  | Перша публікація                                                                                    | Передруковано/зібрано | Коментар          |
| ------------------------ | ---- | --------------------------------------------------------------------------------------------------- | --------------------- | ----------------- |
| «Dankden»                | 1995 | Марк Лейдлоу (Жовтень–Листопад 1995). Dankden. F&SF.                                                |                       | Серія Bard Gorlen |
| «Catamounts»             | 1996 | Марк Лейдлоу (Вересень 1996). Catamounts. F&SF.                                                     |                       |                   |
| «Childrun»               | 2008 | Марк Лейдлоу (Серпень 2008). Childrun. F&SF.                                                        |                       | Серія Bard Gorlen |
| «Quickstone»             | 2009 | Марк Лейдлоу (Березень 2009). Quickstone. F&SF.                                                     |                       | Серія Bard Gorlen |
| «The Perfect Wave»       | 2008 | Руді Ракер & Марк Лейдлоу (Січень 2008). The Perfect Wave. Asimov's Science Fiction.                |                       |                   |
| «Songwood»               | 2010 | Марк Лейдлоу (Січень–Лютий 2010). Songwood. F&SF. Т. 118, № 1&2. с. 82—97.                          |                       | Серія Bard Gorlen |
| «Bemused»                | 2013 | Марк Лейдлоу (Вересень/Жовтень 2013). Bemused. F&SF.                                                |                       | Серія Bard Gorlen |
| «Catamounts» (Передрук)  | 2013 | Марк Лейдлоу (Серпень 2013). Catamounts. Lightspeed.                                                |                       |                   |
| «Belweather»             | 2013 | Марк Лейдлоу (Вересень 2013). Belweather. Lightspeed.                                               |                       |                   |
| «Rooksnight»             | 2014 | Марк Лейдлоу (Травень/Червень 2014). Rooksnight. F&SF.                                              |                       | Серія Bard Gorlen |
| «Watergirl»              | 2015 | Руді Ракер & Marc Laidlaw (Січень 2015). Watergirl. Asimov's Science Fiction. Т. 39, № 1. с. 22—40. |                       |                   |
| «Stillborne»             | 2017 | Марк Лейдлоу (Листопад/Грудень 2017). Stillborne. F&SF.                                             |                       | Серія Bard Gorlen |
| «Weeper»                 | 2020 | Марк Лейдлоу (Вересень/Жовтень 2020). Weeper. F&SF.                                                 | номіновано            | Серія Bard Gorlen |
| «Underneath the Oversea» | 2020 | Марк Лейдлоу (Листопад 2020). Underneath the Oversea.                                               |                       |                   |

## Ігри
| Year | Title                    |
| ---- | ------------------------ |
| 1998 | Half-Life                |
| 2004 | Half-Life 2              |
| 2006 | Half-Life 2: Episode One |
| 2007 | Half-Life 2: Episode Two |
| 2013 | Dota 2                   |